# Bubby, el noi dolent
Bubby, el noi dolent (títol original: Bad Boy Bubby) és una comèdia dramàtica italiano-australiana escrita, produïda i dirigida per Rolf de Heer, estrenada l'any 1993. Ha estat doblada al català.

## Argument
Bubby té trenta-cinc anys, viu en un tuguri amb la sola companyia de la seva mare, una bruixa que, al grat del seu humor bat, li fa el menjar o li fa l'amor, i el seu gat que ell martiritza.
El seu petit univers és totalment trastocat quan el seu alcohòlic pare reapareix.
Després de trenta-cinc anys passats a una cambra austera, Bubby descobrirà el món exterior.

## Repartiment
- Nicholas Hope: Bubby
- Clara Benito: Mam
- Ralph Cotterill: Pop
- Carmel Johnson: Angel
- Syd Brisbane: Yobbo
- Nikki Price: la dona que crida
- Norman Kaye: el científic
- Paul Philpot: Paul
- Peter Monaghan: Steve
- Natalie Carr: Cherie el Salvo
- Rachael Huddy: Rachael
- Bridget Walters: la mare d'Angel
- Ullie Birve: la dona amb un vestit
- Audine Leith: Fondled Salvo
- Lucia Mastrantone: la repartidora de pizza

## Al voltant de la pel·lícula
- El rodatge s'ha desenvolupat del 16 de novembre de 1992 al 30 de gener de 1993 a Adelaida, Outer Harbor, Port Adelaide, Semaphore, Thebarton i Torrens Island Power Station, a Austràlia.
- Amb l'objectiu de donar un aire més experimental al film, 32 directors de la fotografia s'han succeït en el rodatge, a raó d'un cap operador diferent cada nou lloc que Bubby descobria.[3]
- Una bona part del so va haver gravat amb l'ajuda de dos micròfons binaurals amagats a les orelles de l'actor Nicholas Hope.[3]

## Premis i nominacions
- Premi especial del jurat, en la Mostra de Venècia el 1993.[4]
- Premi al millor director, millor guió, millor muntatge i millor actor per Nicholas Hope, en els premis Australian Film Institute l'any 1994.
- Premi al millor director, en el Festival internacional de cinema de Seattle el 1994.
- Premi del públic, en el Festival de cinema d'aventures de Valencianes l'any 1995.